# Cerkev sv. Mihaela, San Daniele
Cerkev sv. Mihaela, posvečena nadangelu Mihaelu, je župnijska cerkev nadžupnije San Daniele, vključene v dekanijo Friuli Collinare Nadškofije Videm.

## Opis

### Zunanjost
Cerkev, ki je s svojo belo fasado najbolj markantna stavba naselja, je v 18. stoletju postavilo več mojstrov. Obnova je potekala postopoma: beneški arhitekt Domenico Rossi je leta 1703 obnovil razpadajočo fasado stare cerkve; leta 1721 je bil beneški arhitekt Luca Andrioli pooblaščen, da poruši in obnovi prezbiterij, transept, zakristijo ter stranske kapele; nazadnje je bil leta 1769 sprejet projekt brescijskega arhitekta Carla Corbellinija za obnovo osrednjega dela, vendar je bilo cerkev mogoče posvetiti šele po zaključku del, 4. decembra 1806.
Na desni strani cerkvene stavbe je občinska palača (Palazzo del Comune), danes so v njej prostori  knjižnice Guarneriane. Ob njej stoji zvonik iz 16. stoletja, ki so ga po načrtih Giovannija da Udine pričeli graditi leta 1531, vendar je ostal nedokončan.
Jeseni 1944 je bila cerkvena fasada poškodovana med zavezniškim bombardiranjem, pa tudi med umikom tankov Wermachta spomladi 1945. Nadaljnja škoda je nastala v potresu leta 1976.

### Notranjost
Notranjost ima tri ladje, dva para transeptov in dve kupoli: na levi je krstilnik iz 16. stoletja, v stranskem oltarju pa dragocena slika Sveta Trojica, delo Il Pordenona, ki izvira iz starejše cerkve.
Orgle s tremi klaviaturami in več kot tri tisoč piščalmi so ene največjih v Furlaniji.